# Solidaridad (kommun)
Solidaridad är en kommun i Mexiko.   Den ligger i delstaten Quintana Roo, i den östra delen av landet, 1 300 km öster om huvudstaden Mexico City.
Följande samhällen finns i Solidaridad:
- Playa del Carmen
- Barceló Maya
- Grand Palladium
- Cárcel Pública
- Iberostar
- Felipe Carrillo Puerto
- El Dorado
- Grand Sirenis